# Ars (Charente)
Pour les articles homonymes, voir Ars.
Ars-en-Saintonge redirige ici.
Ars, appelé aussi localement Ars en Saintonge, est une commune du Sud-Ouest de la France, située dans le département de la Charente (région Nouvelle-Aquitaine).

## Géographie
Ars est située en Petite Champagne, cru classé du vignoble d'appellation Cognac.

### Localisation et accès
Ars est à l'extrême ouest du département de la Charente à 7 km au sud-ouest de Cognac et limitrophe de la Charente-Maritime. La commune est sur la rive gauche du Né.
Ars est à l'écart des axes routiers, entre la route départementale 732 Cognac-Pons et la route départementale 731 reliant Cognac à Barbezieux.
Le bourg est desservi par la D 147. La D 47 passe au sud et la D 400 à l'ouest.
Ars est à 90 km de Bordeaux, la préfecture de région, 42 km d'Angoulême, la préfecture du département, et 14 km d'Archiac et de Pons.
La commune est située entre les gares de Cognac et de Pons. La plus proche est celle de Cognac, elle est desservie par des TER en direction d'Angoulême, Saintes et Royan. La gare de Pons est desservie par des TER reliant Bordeaux à Saintes et La Rochelle.

### Hameaux et lieux-dits
La commune compte de nombreux hameaux et fermes, qui sont concentrés principalement autour du bourg et sur la rive gauche du Né. Du nord au sud, on trouve le Port de Jappe, chez Boursac, la Pierrière, le Moulin Vieux, chez Ferrand, chez Drouet, chez Dexmier, Bonbonnet, etc..

### Communes limitrophes
|                               | Salignac-sur-Charente (Charente-Maritime) | Merpins |
| Pérignac (Charente-Maritime)  | Ars                                       | Gimeux  |
| Coulonges (Charente-Maritime) | Celles (Charente-Maritime)                |         |

### Géologie et relief
Géologiquement, comme toute cette partie de la rive gauche de la Charente entre Angoulême et Cognac, c'est une zone calcaire datant du Crétacé supérieur avec cuestas.
Le Santonien occupe une petite partie nord de la commune. La partie sud-ouest, plus haute, est occupée par le Campanien, calcaire plus crayeux, qui donne les paysages de Champagne dans cette partie des Charentes.
La vallée du Né qui occupe une grande partie orientale de la commune est occupée par des alluvions du Quaternaire. On distingue les alluvions récentes de la partie inondable, et les alluvions anciennes constituées en terrasses et issues des glaciations (Würm pour la plus basse, et Riss pour la plus haute), et où le bourg est construit,,.
La commune est occupée en grande partie par la vallée du Né et est située sur sa rive gauche. La moitié occidentale est formée par un plateau qui monte en pente douce vers le sud-ouest. Le point culminant de la commune est à une altitude de 58 m, situé sur la limite occidentale à Nougeret. Le point le plus bas est à 5 m, situé le long du Né en limite nord. Le bourg est à environ 12 m d'altitude.

### Hydrographie

#### Réseau hydrographique

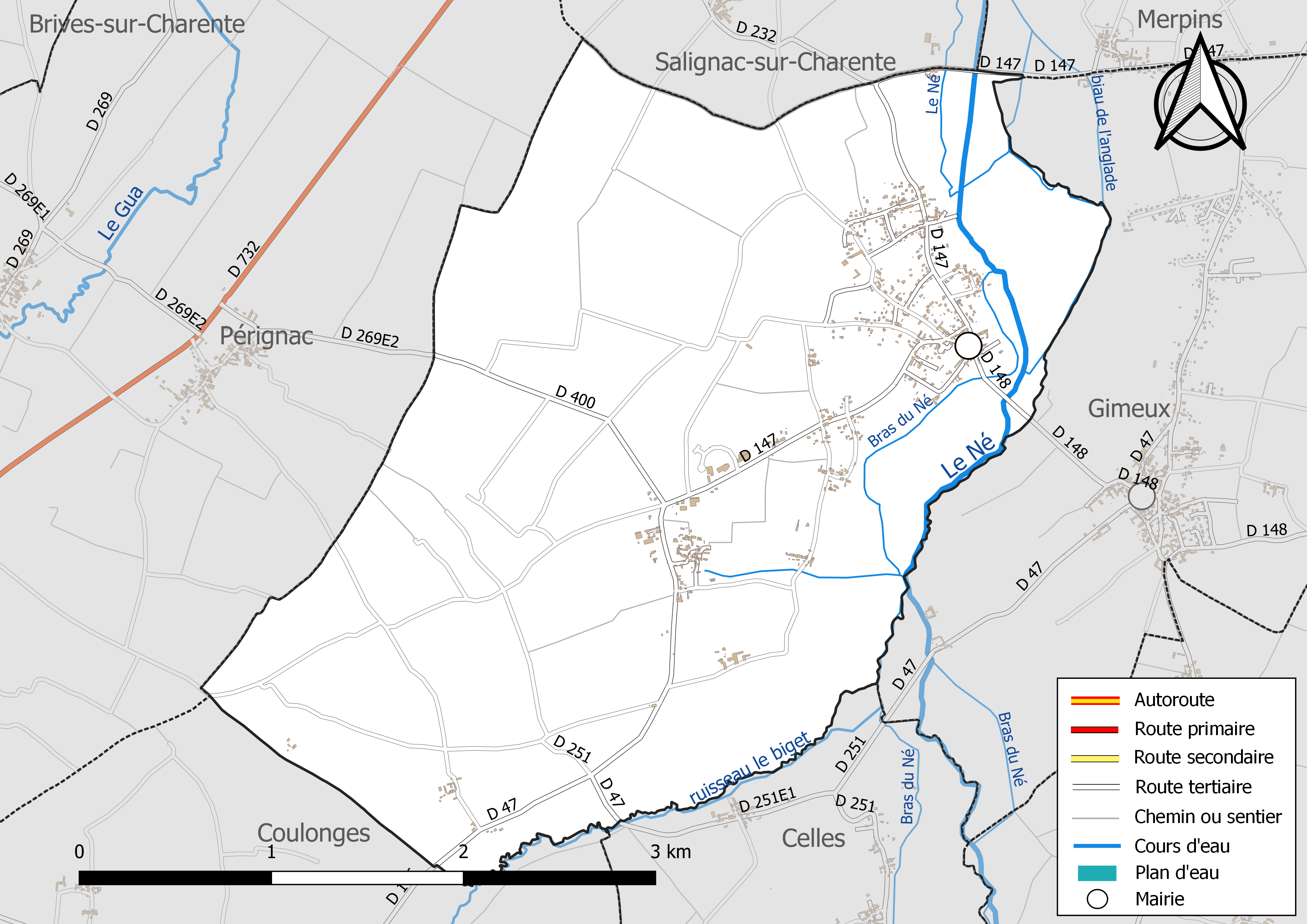
Réseaux hydrographique et routier d'Ars.

La commune est située dans le bassin versant de la Charente au sein  du Bassin Adour-Garonne. Elle est drainée par le Né et par divers petits cours d'eau, qui constituent un réseau hydrographique de 9 km de longueur totale,.
La commune d'Ars est dans une zone de marais de la vallée de Né affluent rive gauche du fleuve Charente. Le Né, d'une longueur totale de 66,1 km, prend sa source dans la commune de Bécheresse et se jette  dans la Charente à Merpins, en aval de Cognac, après avoir traversé 25 communes. Il est canalisé en aval du bourg. Le Biget, petit affluent du Né en rive gauche, borde la commune au sud. Le cours principal du Né en amont du bourg s'appelle le Biau du Milieu.

#### Gestion des cours d'eau
Le territoire communal est couvert par le schéma d'aménagement et de gestion des eaux (SAGE) « Charente ». Ce document de planification, dont le territoire correspond au bassin de la Charente, d'une superficie de 9 300 km2, a été approuvé le 19 novembre 2019. La structure porteuse de l'élaboration et de la mise en œuvre est l'établissement public territorial de bassin Charente. Il définit sur son territoire les objectifs généraux d’utilisation, de mise en valeur et de protection quantitative et qualitative des ressources en eau superficielle et souterraine, en respect des objectifs de qualité définis dans le troisième SDAGE  du Bassin Adour-Garonne qui couvre la période 2022-2027, approuvé le 10 mars 2022.

### Climat
Comme les trois quarts sud et ouest du département, la région de Cognac a un climat océanique aquitain.
| Mois                              | jan. | fév.  | mars  | avril | mai   | juin  | jui.  | août  | sep.  | oct. | nov. | déc. | année   |
| --------------------------------- | ---- | ----- | ----- | ----- | ----- | ----- | ----- | ----- | ----- | ---- | ---- | ---- | ------- |
| Température minimale moyenne (°C) | 2    | 2,8   | 3,8   | 6,2   | 9,4   | 12,4  | 14,4  | 14    | 12,1  | 8,9  | 4,7  | 2,6  | 7,8     |
| Température moyenne (°C)          | 5,4  | 6,7   | 8,5   | 11,1  | 14,4  | 17,8  | 20,2  | 19,7  | 17,6  | 13,7 | 8,6  | 5,9  | 12,5    |
| Température maximale moyenne (°C) | 8,7  | 10,5  | 13,1  | 15,9  | 19,5  | 23,1  | 26,1  | 25,4  | 23,1  | 18,5 | 12,4 | 9,2  | 17,1    |
| Ensoleillement (h)                | 80   | 103,9 | 153,3 | 184,5 | 204,9 | 239,6 | 276,4 | 248,3 | 199,4 | 159  | 96,8 | 78,8 | 2 024,9 |
| Précipitations (mm)               | 80,4 | 67,3  | 65,9  | 68,3  | 71,6  | 46,6  | 45,1  | 50,2  | 59,2  | 68,6 | 79,8 | 80   | 783,6   |

## Urbanisme

### Typologie
Au 1er janvier 2024, Ars est catégorisée commune rurale à habitat dispersé, selon la nouvelle grille communale de densité à 7 niveaux définie par l'Insee en 2022.
Elle est située hors unité urbaine. Par ailleurs la commune fait partie de l'aire d'attraction de Cognac, dont elle est une commune de la couronne,. Cette aire, qui regroupe 44 communes, est catégorisée dans les aires de 50 000 à moins de 200 000 habitants,.

### Occupation des sols
L'occupation des sols de la commune, telle qu'elle ressort de la base de données européenne d’occupation biophysique des sols Corine Land Cover (CLC), est marquée par l'importance des territoires agricoles (80,1 % en 2018), une proportion sensiblement équivalente à celle de 1990 (79,7 %). La répartition détaillée en 2018 est la suivante : 
cultures permanentes (40,9 %), terres arables (26,7 %), forêts (13,7 %), prairies (6,4 %), zones agricoles hétérogènes (6,2 %), zones urbanisées (6,1 %). L'évolution de l’occupation des sols de la commune et de ses infrastructures peut être observée sur les différentes représentations cartographiques du territoire : la carte de Cassini (XVIIIe siècle), la carte d'état-major (1820-1866) et les cartes ou photos aériennes de l'IGN pour la période actuelle (1950 à aujourd'hui).

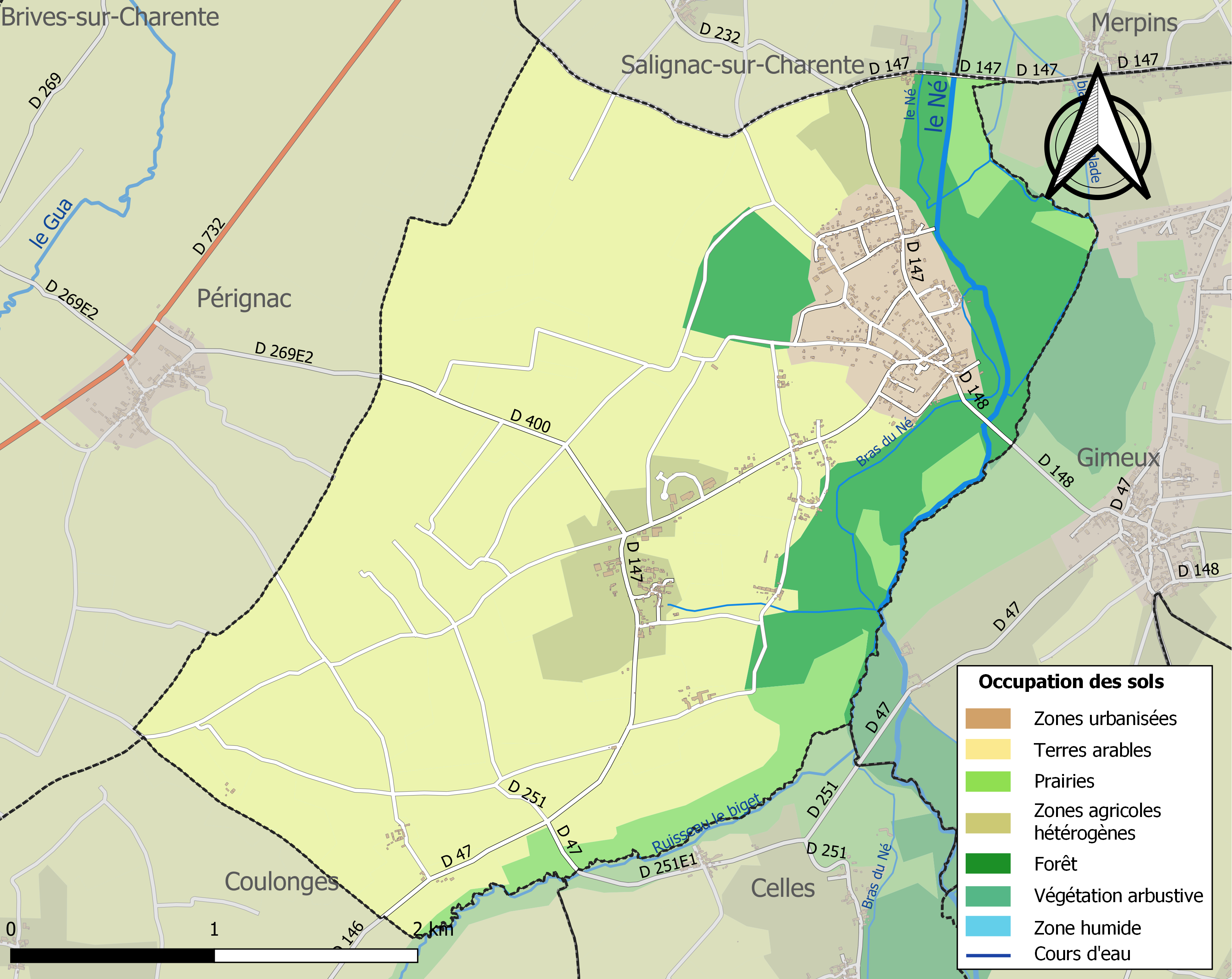
Carte des infrastructures et de l'occupation des sols de la commune en 2018 (CLC).

### Risques majeurs
Le territoire de la commune d'Ars est vulnérable à différents aléas naturels : météorologiques (tempête, orage, neige, grand froid, canicule ou sécheresse) et séisme (sismicité faible). Il est également exposé à un risque technologique,  le transport de matières dangereuses. Un site publié par le BRGM permet d'évaluer simplement et rapidement les risques d'un bien localisé soit par son adresse soit par le numéro de sa parcelle.

#### Risques naturels

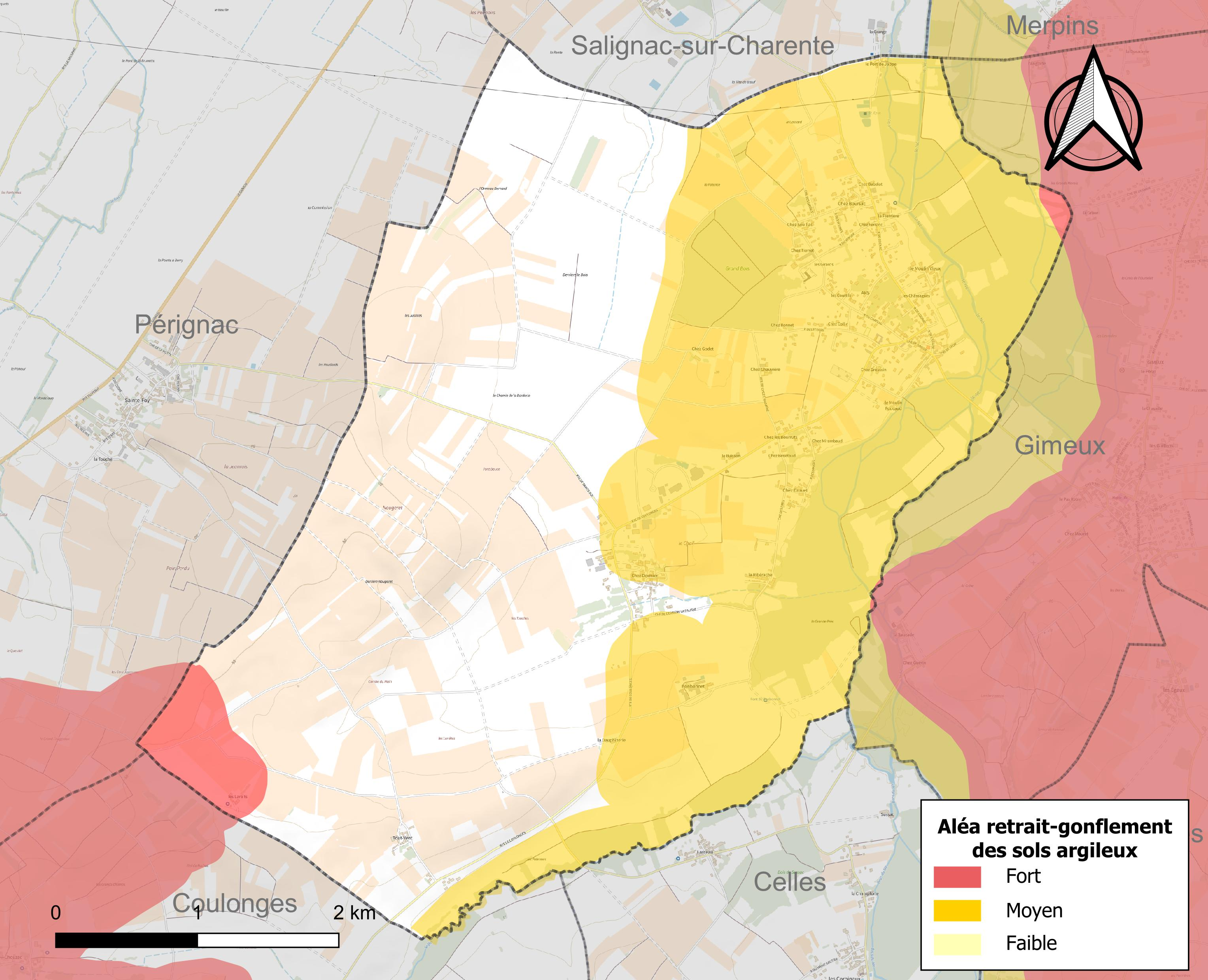
Carte des zones d'aléa retrait-gonflement des sols argileux d'Ars.

Le retrait-gonflement des sols argileux est susceptible d'engendrer des dommages importants aux bâtiments en cas d’alternance de périodes de sécheresse et de pluie. 49,8 % de la superficie communale est en aléa moyen ou fort (67,4 % au niveau départemental et 48,5 % au niveau national). Sur les 344 bâtiments dénombrés sur la commune en 2019,  314 sont en aléa moyen ou fort, soit 91 %, à comparer aux 81 % au niveau départemental et 54 % au niveau national. Une cartographie de l'exposition du territoire national au retrait gonflement des sols argileux est disponible sur le site du BRGM,.
Par ailleurs, afin de mieux appréhender le risque d’affaissement de terrain, l'inventaire national des cavités souterraines permet de localiser celles situées sur la commune.
La commune a été reconnue en état de catastrophe naturelle au titre des dommages causés par les inondations et coulées de boue survenues en 1982, 1993 et 1999. Concernant les mouvements de terrains, la commune a été reconnue en état de catastrophe naturelle au titre des dommages causés par la sécheresse en 2003, 2005 et 2011 et par des mouvements de terrain en 1999.

#### Risques technologiques
Le risque de transport de matières dangereuses sur la commune est lié à sa traversée par une ou des infrastructures routières ou ferroviaires importantes ou la présence d'une canalisation de transport d'hydrocarbures. Un accident se produisant sur de telles infrastructures est susceptible d’avoir des effets graves sur les biens, les personnes ou l'environnement, selon la nature du matériau transporté. Des dispositions d’urbanisme peuvent être préconisées en conséquence.

## Toponymie
Les formes anciennes non datées sont Arcubus, Arcs.
Le nom vient probablement du latin arcus ou arca (arche, pont). Une arche indique généralement le voisinage d'un pont en pierre, Ars étant sur le Né.

## Histoire
Les nécropoles et sanctuaires à fossés circulaires de Chez Dexmier et la Dauphinerie et quadrangulaire du chemin de la Borderie attestent d'une occupation protohistorique.
Il existe une nécropole du VIe siècle sur 600 m2 près de Bonbonnet.
La voie romaine dite chemin Boisné de Saintes à Périgueux passait le Né à gué au lieu-dit Port de Jappe sur une chaussée bétonnée. Elle a été découverte et détruite lors de travaux de calibrage de la rivière.
La terre d'Ars fut apportée au début du XIVe siècle à la famille de Brémond d'Ars par le mariage de Jeanne d'Ars, dame d'Ars et de Balanzac, avec Guillaume Bremond. Le château d'Ars est resté dans cette famille jusqu'à la fin du XIXe siècle.
Le 7 mars 1787, les représentants d'Ars à l'assemblée préliminaire des États généraux qui se tient à la salle capitulaire des Récollets de Cognac sont J. Gueslin et Maurice Pauc.

## Politique et administration

### Liste des maires

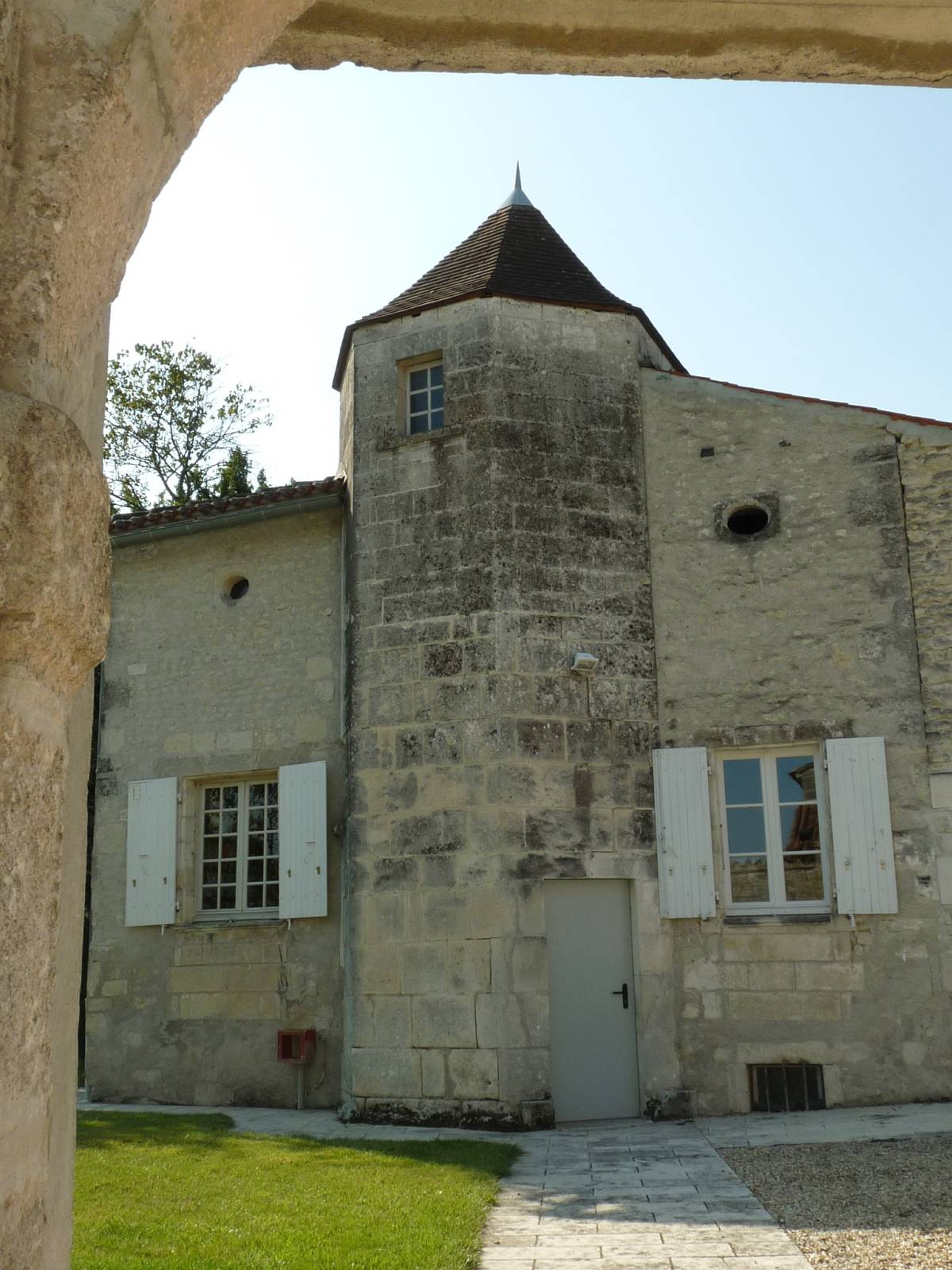
La mairie.

La commune d'Ars a été créée en 1793. Elle faisait partie du département de la Charente du district de Cognac et du canton de Salles. En 1801, elle est de l'arrondissement et du canton de Cognac et passe en 1973 dans le canton Cognac-sud.
| Période                                  | Période  | Identité                     | Étiquette | Qualité                    |
| ---------------------------------------- | -------- | ---------------------------- | --------- | -------------------------- |
| Les données manquantes sont à compléter. |          |                              |           |                            |
| 1989                                     | 2014     | Marie-Paule Guilloton        | SE        | Mère au foyer              |
| 2014                                     | 2020     | Hélène Tournadre             | SE        | Artisane d'art - feutrière |
| 2020                                     | En cours | Dominique Simon André Burtin |           |                            |

La fiscalité est d'un taux de 16,58 % sur le bâti, 51,67 % sur le non bâti, et 7,75 % pour la taxe d'habitation (chiffres 2007).
Ars fait partie de la communauté de communes de Cognac qui prélève 12,14 % de taxe professionnelle.

## Démographie
Les habitants sont appelés les Arsois.

### Évolution démographique
L'évolution du nombre d'habitants est connue à travers les recensements de la population effectués dans la commune depuis 1793. Pour les communes de moins de 10 000 habitants, une enquête de recensement portant sur toute la population est réalisée tous les cinq ans, les populations de référence des années intermédiaires étant quant à elles estimées par interpolation ou extrapolation. Pour la commune, le premier recensement exhaustif entrant dans le cadre du nouveau dispositif a été réalisé en 2008.

En 2022, la commune comptait 689 habitants, en évolution de −6 % par rapport à 2016 (Charente : −0,48 %, France hors Mayotte : +2,11 %).
| 1793 | 1800 | 1806 | 1821 | 1831 | 1841 | 1846 | 1851 | 1856 |
| ---- | ---- | ---- | ---- | ---- | ---- | ---- | ---- | ---- |
| 550  | 569  | 575  | 635  | 735  | 704  | 711  | 712  | 727  |

| 1861 | 1866 | 1872 | 1876 | 1881 | 1886 | 1891 | 1896 | 1901 |
| ---- | ---- | ---- | ---- | ---- | ---- | ---- | ---- | ---- |
| 733  | 707  | 626  | 562  | 557  | 485  | 482  | 473  | 519  |

| 1906 | 1911 | 1921 | 1926 | 1931 | 1936 | 1946 | 1954 | 1962 |
| ---- | ---- | ---- | ---- | ---- | ---- | ---- | ---- | ---- |
| 528  | 514  | 508  | 437  | 506  | 505  | 408  | 404  | 404  |

| 1968 | 1975 | 1982 | 1990 | 1999 | 2006 | 2008 | 2013 | 2018 |
| ---- | ---- | ---- | ---- | ---- | ---- | ---- | ---- | ---- |
| 417  | 482  | 639  | 750  | 746  | 727  | 722  | 735  | 714  |

| 2022 | - | - | - | - | - | - | - | - |
| ---- | - | - | - | - | - | - | - | - |
| 689  | - | - | - | - | - | - | - | - |

### Pyramide des âges
La population de la commune est relativement âgée.
En 2018, le taux de personnes d'un âge inférieur à 30 ans s'élève à 26 %, soit en dessous de la moyenne départementale (30,2 %). À l'inverse, le taux de personnes d'âge supérieur à 60 ans est de 32,6 % la même année, alors qu'il est de 32,3 % au niveau départemental.
En 2018, la commune comptait 378 hommes pour 336 femmes, soit un taux de 52,94 % d'hommes, largement supérieur au taux départemental (48,41 %).
Les pyramides des âges de la commune et du département s'établissent comme suit.
| Hommes | Classe d’âge | Femmes |
| ------ | ------------ | ------ |
| 1,1    | 90 ou +      | 0,6    |
| 5,6    | 75-89 ans    | 9,8    |
| 24,6   | 60-74 ans    | 23,8   |
| 22,8   | 45-59 ans    | 26,2   |
| 16,4   | 30-44 ans    | 17,6   |
| 10,8   | 15-29 ans    | 8,9    |
| 18,8   | 0-14 ans     | 13,1   |

| Hommes | Classe d’âge | Femmes |
| ------ | ------------ | ------ |
| 1      | 90 ou +      | 2,7    |
| 9,2    | 75-89 ans    | 12     |
| 20,6   | 60-74 ans    | 21,3   |
| 20,7   | 45-59 ans    | 20,3   |
| 16,8   | 30-44 ans    | 16     |
| 15,6   | 15-29 ans    | 13,4   |
| 16,1   | 0-14 ans     | 14,3   |

### Remarques
La commune d'Ars a retrouvé, à la fin du XXe siècle, grâce à une politique volontariste, son niveau de population du milieu du XIXe siècle. Cette population occupe des logements individuels dont 218 sont propriétaires, 40 sont locataires et 17 hébergés à titre gratuit. De plus il y a sur la commune cinq résidences secondaires, trois logements occasionnels et 12 logements vacants.
En 2009, la population active est de 377 personnes avec un taux de chômage de 8,5 % (le chômage est pour 2/3 celui de femmes). Les actifs salariés le sont du tertiaire pour 152, de l'industrie pour 108, de l'agriculture pour 48 et de la construction pour 12.

## Économie

### Agriculture
La principale activité est la viticulture, souvent dans des propriétés associant agriculture et viticulture. La commune est située dans la zone d'appellation d'origine contrôlée cognac, en Petite Champagne.
Plusieurs producteurs assurent la commercialisation et la vente directe de pineau et de cognac.
Une coopérative à silo est située au lieu-dit le Buisson.

### Commerces
Des commerces de proximité sont présents, salon de coiffure, institut de beauté, ainsi qu'un bar-épicerie.
De la vente directe de produits locaux, pineau des Charentes et Cognac, est également proposée chez deux viticulteurs.
Différents gîtes ruraux proposent de séjourner dans le village.
Une zone artisanale est implantée à l'ouest de son territoire. Elle comporte deux entreprises de maçonnerie et une manufacture d'éléments aéronautiques gonflables. L'agrandissement de la zone pour une vingtaine de lots supplémentaires a été réalisé en 2008.

## Équipements, services et vie locale

### Enseignement
L'école est un regroupement pédagogique intercommunal entre Ars et Gimeux. Ars accueille l'école élémentaire et Gimeux l'école primaire.

### Santé
Une Maison de Santé regroupe médecins, kinésithérapeute, infirmiers.
Une pharmacie complète l'offre de santé.

### Autres services
Ars a gardé son agence postale.
Le centre de la SPA du Cognaçais est sur la commune d'Ars.

### Culture
La bibliothèque municipale est située place de la mairie.

## Culture locale et patrimoine

### Lieux et monuments

#### Patrimoine religieux

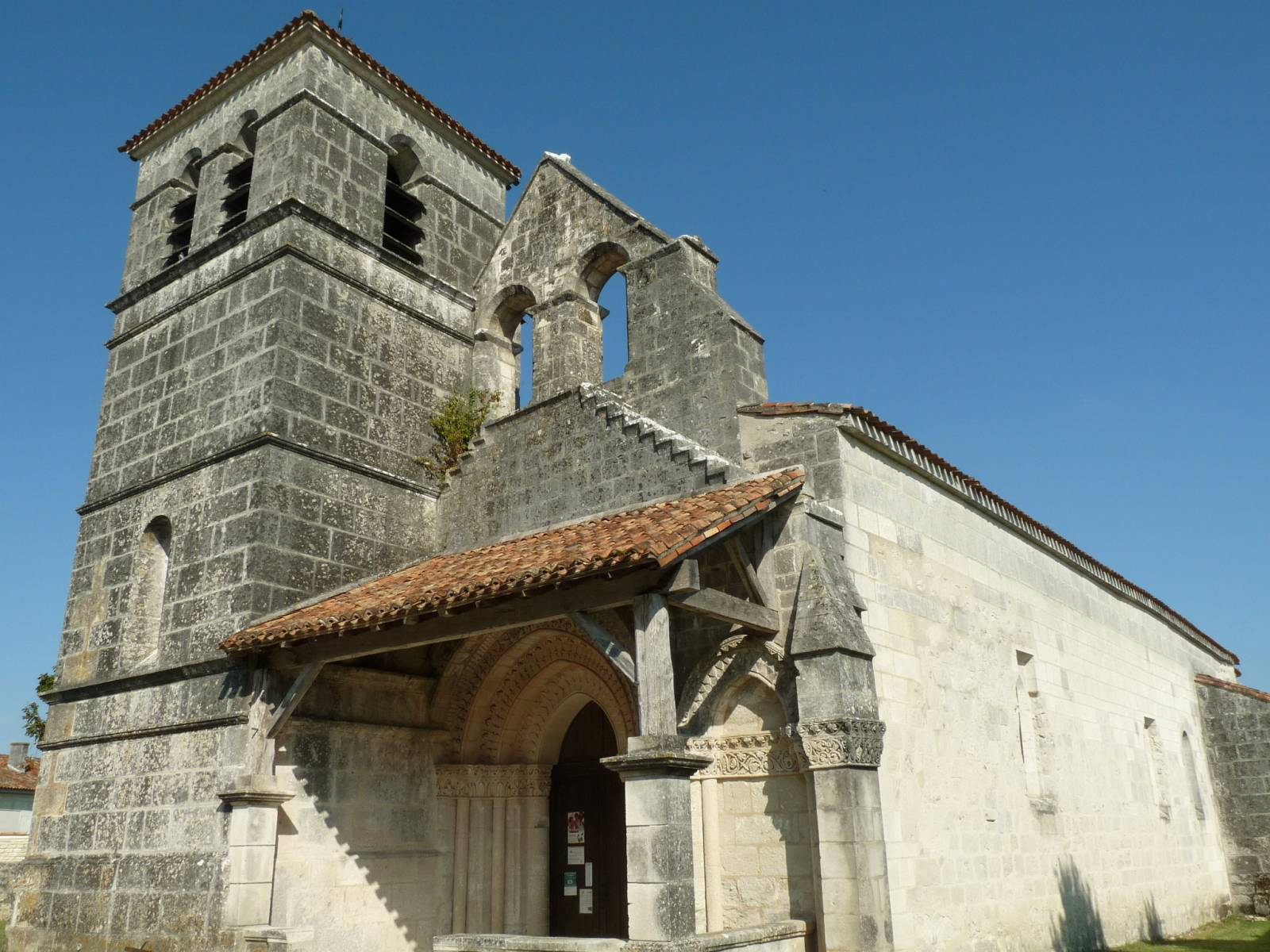
Église.

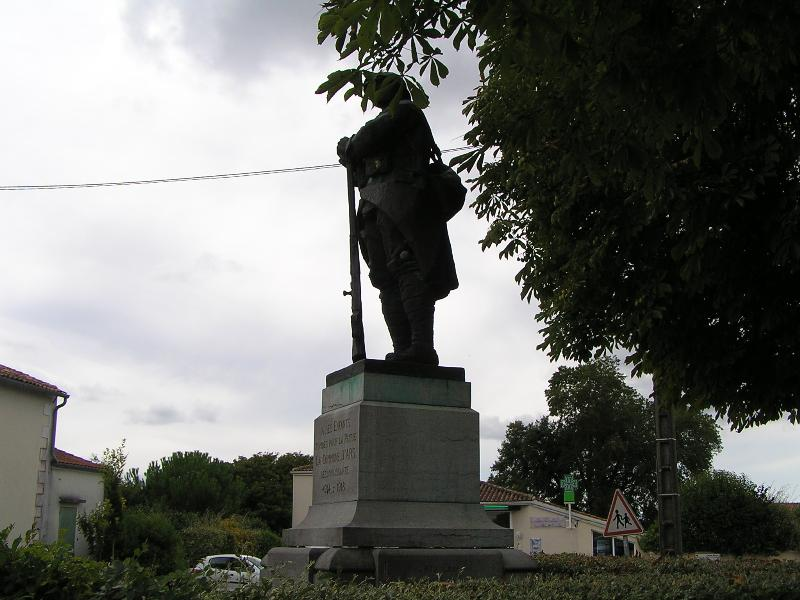
Monument aux morts.

L'église Saint-Maclou d'Ars est en partie du XIIe siècle et en partie du XVIe siècle, munie à la fois d'un clocher et d'un campanier. Sa cloche est gravée « 1596 ».
L'ancien presbytère du XVIIe siècle, auquel on accède par un portail crénelé et qui possède une tour polygonale, est devenu la mairie.

#### Patrimoine civil
Le château date du XVIIe siècle. C'est l'un des berceaux de la famille de Brémond d'Ars
Le moulin nommé moulin de la Veuve-Garland est un moulin à vent datant de la fin du XVIIIe siècle.
Ars compte deux moulins : le moulin vieux et le moulin neuf, ou moulin Foucaud[réf. nécessaire].

### Patrimoine environnemental
La vallée du Né, classée Natura 2000 en sa totalité, forme ici une zone de marais, le marais d'Ars-Gimeux. Les animaux remarquables présents  dans le Né sont la lamproie de Planer (Lampetra planeri) et le triton crêté (Triturus cristatus), des invertébrés remarquables comme la cordulie à corps fin (Oxygastra curtisii), la gomphe à cercoïdes fourchus (Gomphus graslinii) et la rosalie des Alpes (Rosalia alpina), mais surtout la loutre d'Europe (Lutra lutra) et le vison d'Europe (Mustela lutreola).

### Personnalités liées à la commune
- En 1651, Marie-Guillemette de Verdelin, enfermée dans le château en assurait la défense, tandis que son mari Jean-Louis de Brémond d'Ars défendait Cognac assiégée par les frondeurs et le prince de Condé[28]. C'est elle aussi qui fit creuser un canal pour assécher le marais d'Ars.
- Dominique Dupuy, né le 25 août 1957 à Ars, pilote automobile français qui a participé principalement à des compétitions de Grand tourisme, en remportant le Championnat de France FFSA GT ou les 24 Heures de Daytona.